# Star Wars Theme/Cantina Band
Star Wars Theme/Cantina Band è un singolo di Meco del 1977 estratto dal suo album Star Wars and Other Galactic Funk. 

## Composizione e pubblicazione
Pubblicato nel pieno della "mania di Guerre stellari", la traccia rivisita in chiave disco/dance i due brani Main Title e Cantina Band, scritti da John Williams per la colonna sonora del primo film della saga di Star Wars.

## Accoglienza
Star Wars Theme/Cantina Band è uno dei due unici singoli di successo correlato alla saga di Guerre Stellari assieme a Main Title di John Williams, e con esso riuscì a raggiungere la Top 10 delle classifiche statunitensi.
Oltre ad aver mantenuto la prima posizione della Billboard Hot 100 per due settimane a partire dal 1º ottobre 1977, Star Wars Theme/Cantina Band raggiunse la posizione numero 7 della UK Singles Chart e rimase in tale graduatoria per nove mesi.
Il singolo venne certificato disco di platino dalla Recording Industry Association of America, avendo venduto un milione di unità. Tuttavia, stando a Far Out, Star Wars/Cantina Band sarebbe il singolo strumentale di maggior successo commerciale di sempre in quanto avrebbe venduto oltre due milioni di copie.